# Coryneliaceae
Coryneliaceae es una familia de hongos ascomicetos en la clase Eurotiomycetes y la subdivisión Pezizomycotina.